# Distrikt Namballe
Der Distrikt Namballe liegt in der Provinz San Ignacio in der Region Cajamarca im Norden Perus. Der Distrikt wurde am 28. Dezember 1943 gegründet. Er besitzt eine Fläche von 693 km². Beim Zensus 2017 wurden 9922 Einwohner gezählt. Im Jahr 1993 lag die Einwohnerzahl bei 8571, im Jahr 2007 bei 10.200. Sitz der Distriktverwaltung ist die 702 m hoch gelegene Ortschaft Namballe mit 1231 Einwohnern (Stand 2017). Namballe befindet sich 18 km nordnordwestlich der Provinzhauptstadt San Ignacio. Im Südwesten befindet sich das Santuario Nacional Tabaconas Namballe.

## Geographische Lage
Der Distrikt Namballe befindet sich in der peruanischen Westkordillere im Nordwesten der Provinz San Ignacio. Im Norden trennen die Flussläufe von Río Canchis und Río Chinchipe den Distrikt von Ecuador. Die Flüsse Río Namballa und Río Ananualla entwässern das Areal nach Norden.
Der Distrikt Namballe grenzt im Westen an den Distrikt El Carmen de la Frontera (Provinz Huancabamba), im Norden an Ecuador, im Osten an den Distrikt San Ignacio sowie im Süden an den Distrikt Tabaconas.

## Ortschaften
Neben dem Hauptort gibt es folgende größere Ortschaften im Distrikt:
- Bajo Ihuamaca
- Cesara
- Chimara
- El Colorado
- Francisco Bolognesi
- Ihuamaca
- La Porra
- La Unión
- La Zunga
- Linderos
- Miraflores
- Puerto San Ignacio
- San Antonio de Pajon
- San Lorenzo
- San Pedro
- Union Las Mercedes